# Falafel
Falafel (arab. ‏فلافل‎ falāfil, znany w Egipcie jako ‏طعمية‎ ṭaʿmiyya) – potrawa kuchni bliskowschodniej, przygotowywana z ciecierzycy bądź bobu.
Falafel to smażone kulki lub kotleciki z ciecierzycy bądź bobu z przyprawami. Jest bardzo popularną potrawą w krajach arabskich. W krajach Bliskiego Wschodu przygotowuje się go w wersji z ciecierzycy, w Egipcie w wersji mieszanej. Kulki falafelowe zwykle serwowane są w picie, z warzywami oraz sosem, często na bazie tahini.
Danie pochodzi z Bliskiego Wschodu, oryginalnie najprawdopodobniej z Egiptu. Cieszy się popularnością jako fast food w wielu krajach europejskich oraz w Stanach Zjednoczonych. Często podawana jest w barach serwujących kebab. Falafel stanowi bogate źródło białka i jest ceniony w kuchni wegetariańskiej oraz wegańskiej.